# ウラジスラバ・シモノバ
ウラジスラバ・オレクシーイウナ・シモノバ  (ウクライナ語: Владислава Олексіївна Сімонова 1999年3月23日 - )は、ウクライナの俳人であり、俳句の詩集の著者。もしくはウラディスラワ・シモノワかウラジスラワ・シモノワ。

## 早期の人生
ウラジスラバ・シモノバは1999年3月23日にハルキウで軍人と教師の家庭に生まれた。彼女は、バイオリンのクラスで芸術学校を卒業。学生時代から詩の執筆や写真撮影に興味を持っていた。
14歳で心臓病の為に入院した際に日本の詩が書かれた本を部屋で見つけ、それがきっかけで俳句を作り始めた。
18歳の時に秋田市で開催された国際俳句コンテストの学生部門で最優秀賞を受賞。

## 出版物
2019年から、秋田国際俳句ネットワークの雑誌『Serow』の数冊に掲載されている。
2023年より雑誌「あかり」に掲載中。

### 書籍
ウラジスラバの俳句は、2023年7月に日本で発売された書籍『俳句が伝える戦時下のウクライナ: ウクライナの市民、7人へのインタビュー』に収録された。
ウクライナの在日ウクライナ大使館の支援を受けて、2023年8月には初の俳句集『ウクライナ、地下壕から届いた俳句 : The Wings of a Butterfly』が集英社インターナショナルから出版。
2024年4月には2冊目の俳句集『俳句 ウクライナから日本へ 297歩』が 歴史探訪社 から出版された。

### その他の出版物
朝日新聞、中日新聞、共同通信、日本経済新聞、山陰中央新報、 など、さまざまな新聞やインターネットメディアに掲載された。

## テレビ
NHKの特別番組、『戦禍の中のHAIKU』や『ドキュメント20min.『ウクライナ 俳句交換日記』』に出演。